# Michel Ferrand
Michel Ferrand est un acteur français.

## Filmographie

### Acteur

#### Cinéma
- 1961 : Les Amours célèbres
- 1961 : La Peau et les Os
- 1963 : La Foire aux cancres
- 1967 : Les Risques du métier : Monsieur Monnier
- 1968 : Drôle de jeu : Gros Paul (en tant que Michel Ferrand)

#### Télévision

##### Séries télévisées
- 1963-1964 : Le Théâtre de la jeunesse : Le second fermier / Cyprien / Le cocher
- 1964 : Thierry la Fronde : Le 1er soldat
- 1965 : Foncouverte : Un vigneron
- 1965 : Le Bonheur conjugal
- 1966 : Illusions perdues
- 1967 : Salle n° 8
- 1968 : L'Homme de l'ombre
- 1968 : L'Homme du Picardie : Un employé
- 1968 : Les Demoiselles de Suresnes, série de Pierre Goutas
- 1969 : Les Enquêtes du commissaire Maigret de René Lucot, épisode : La Maison du juge : Le patron du café
- 1969 : Les Oiseaux rares
- 1971 : Les Dossiers du professeur Morgan

##### Téléfilms
- 1960 : De fil en aiguille : Le portier
- 1966 : L'Écharpe : Victor
- 1967 : L'Arlésienne : Un valet
- 1967 : Le Crime de la rue de Chantilly
- 1970 : Le Fauteuil hanté
- 1970 : Les Caprices de Marianne : L'aubergiste
- 1972 : Kean: Un roi de théâtre : Le guichetier

### Scénariste

#### Télévision

##### Séries télévisées
- 1974 : Jean Pinot, médecin d'aujourd'hui